# Scorpio Music
Scorpio Music ist ein bekanntes unabhängiges französisches Musiklabel.

## Das Label
Es wurde 1976 von Henri Belolo gegründet, dem Mitbegründer von Ritchie Family und den Village People. Anfänglich war seine Musikrichtung Diskomusik, später Rap und ab den 1990er Jahren House und Club. Zahlreiche Hits und Interpreten erschienen unter diesem Label wie 2 Unlimited, Gala, Eiffel 65, Haddaway, Jay Dee, Black Legend, Moloko, Bellini, Bass Bumpers, Joan Jett, 20 Fingers, Ilona Mitrecey.
Nach eigenen Angaben ist der Sitz des Labels, bei dem 10 Mitarbeiter angestellt sind, in Paris. Seit den 1990er Jahren wird weiterhin unabhängig produziert – der Vertrieb erfolgt jedoch über Polygram. Das Label ist auch Mitglied im Verband der Schallplattenproduzenten in Frankreich Société civile des Producteurs de Phonogrammes en France (SPPF), der mehr als 800 unabhängige Label zusammenfasst.